# Rebecca Harms
Rebecca Harms (Hambrock, Uelzen, 7 de diciembre de 1956) es una política alemana, eurodiputada, en representación de Alianza 90/Los Verdes, integrado en el Partido Verde Europeo. Desde 2010 hasta 2019 fue la presidenta del grupo parlamentario europeo Verdes/ALE.

## Biografía
Harms comenzó su carrera como aprendiz de diseño de paisajes. En 1984 Undine Von Blottnitz la contrato como su ayudante, tras ser elegida eurodiputada. Ha realizado numerosos informes. De 1994 a 2004 fue diputada del Parlamento Regional Bajo Sajón. Desde 1998 fue la jefa de su sección y miembro del Parteirat de su partido. Vive en Dickfeitzen, en la región de Wendland. Esta región saltó a la fama por Gorleben, vasto páramo atómico.